# Kedrostis capensis
Kedrostis capensis là một loài thực vật có hoa trong họ Cucurbitaceae. Loài này được A. Meeuse mô tả khoa học đầu tiên.